# 게오스턴버기아
게오스턴버기아(Geosternbergia) 또는 프테라노돈 스턴베르기(Pteranodon sternbergi)는 중생대 백악기 후기 북아메리카에서 서식했던 익룡이다. 속명의 뜻은 1952년 화석을 최초로 발견한 미국의 고생물학자 조지 프라이어 스턴버그(George Fryer Sternberg)의 이름에서 따왔다.

## 발견

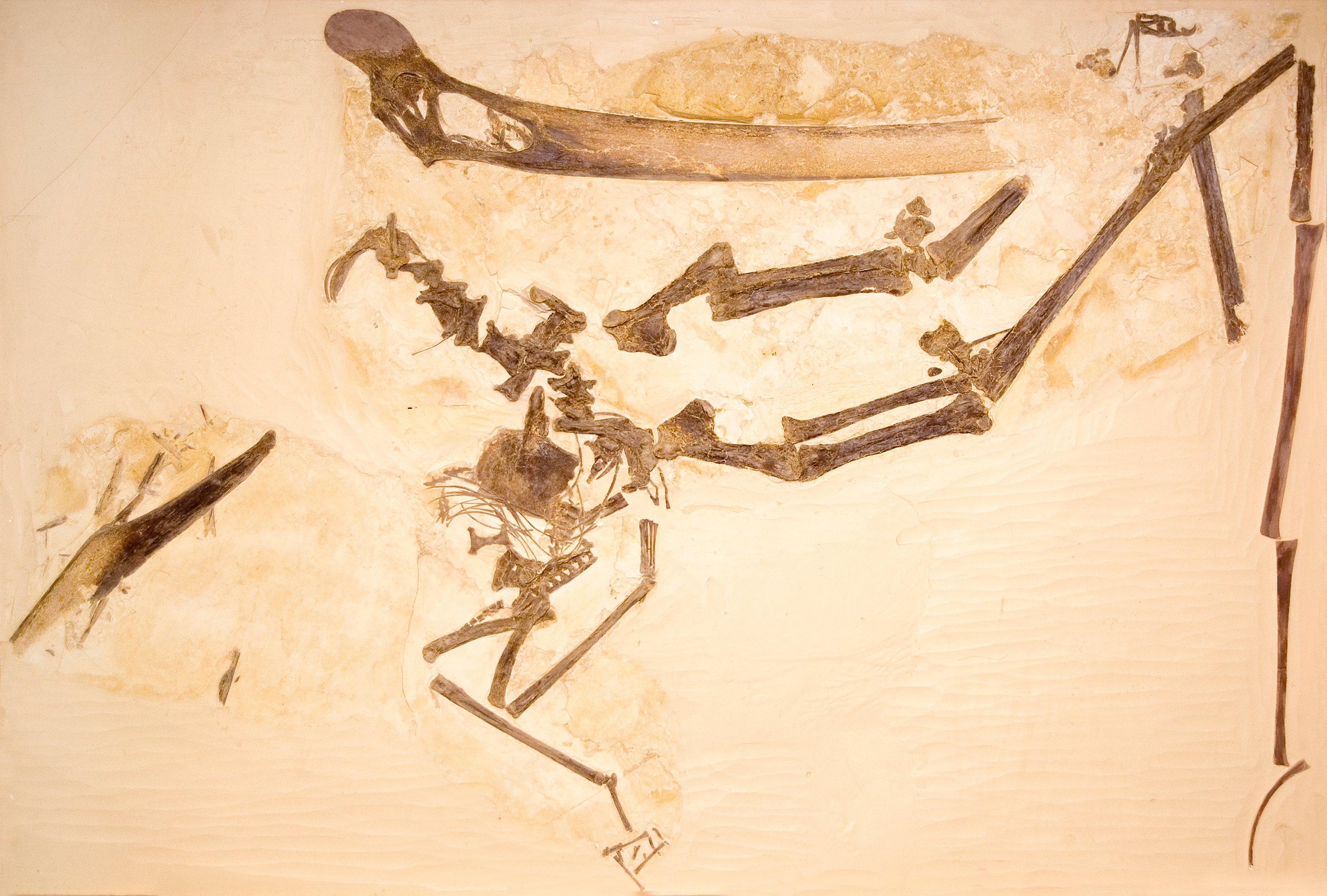
발견 당시 게오스턴버기아의 화석

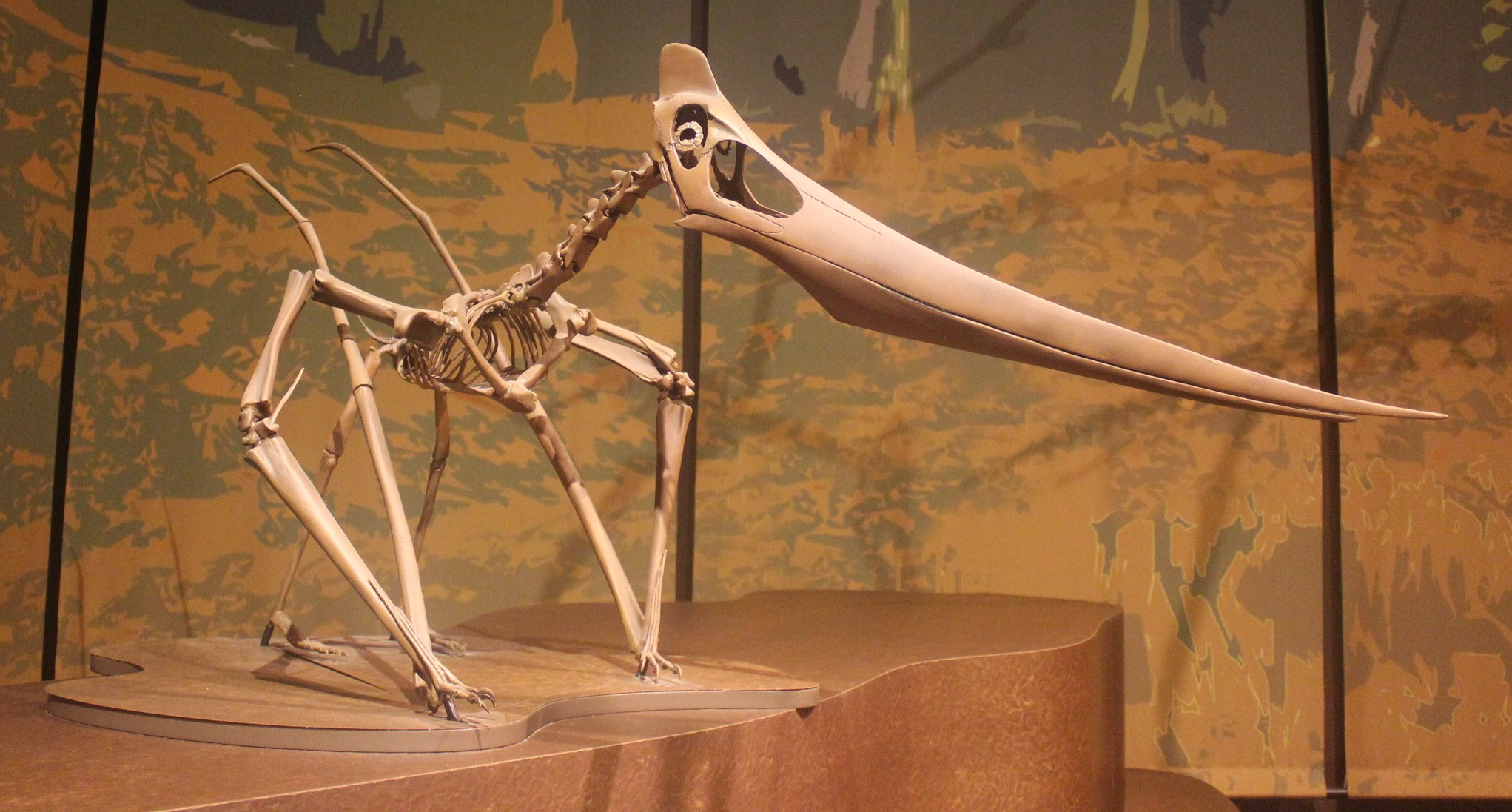
암컷 게오스턴버기아의 화석 모형

게오스턴버기아의 화석은 1952년 미국의 고생물학자 조지 프라이어 스턴버그에 의해 발견되었다. 이후 1966년 미국의 고생물학자 존 크리스티안 하크센(John Christian Harksen)은 발견된 화석의 명칭을 '스턴베르기아'라고 정했지만, 스텐베르기아라는 명칭이 이미 사용되고 있음을 확인하고 '게오스턴버기아'로 변경했다.

## 특징

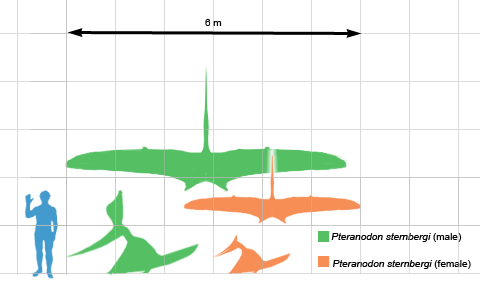
인간과의 크기 비교. 녹색이 수컷의 크기이고, 주황색이 암컷의 크기이다.

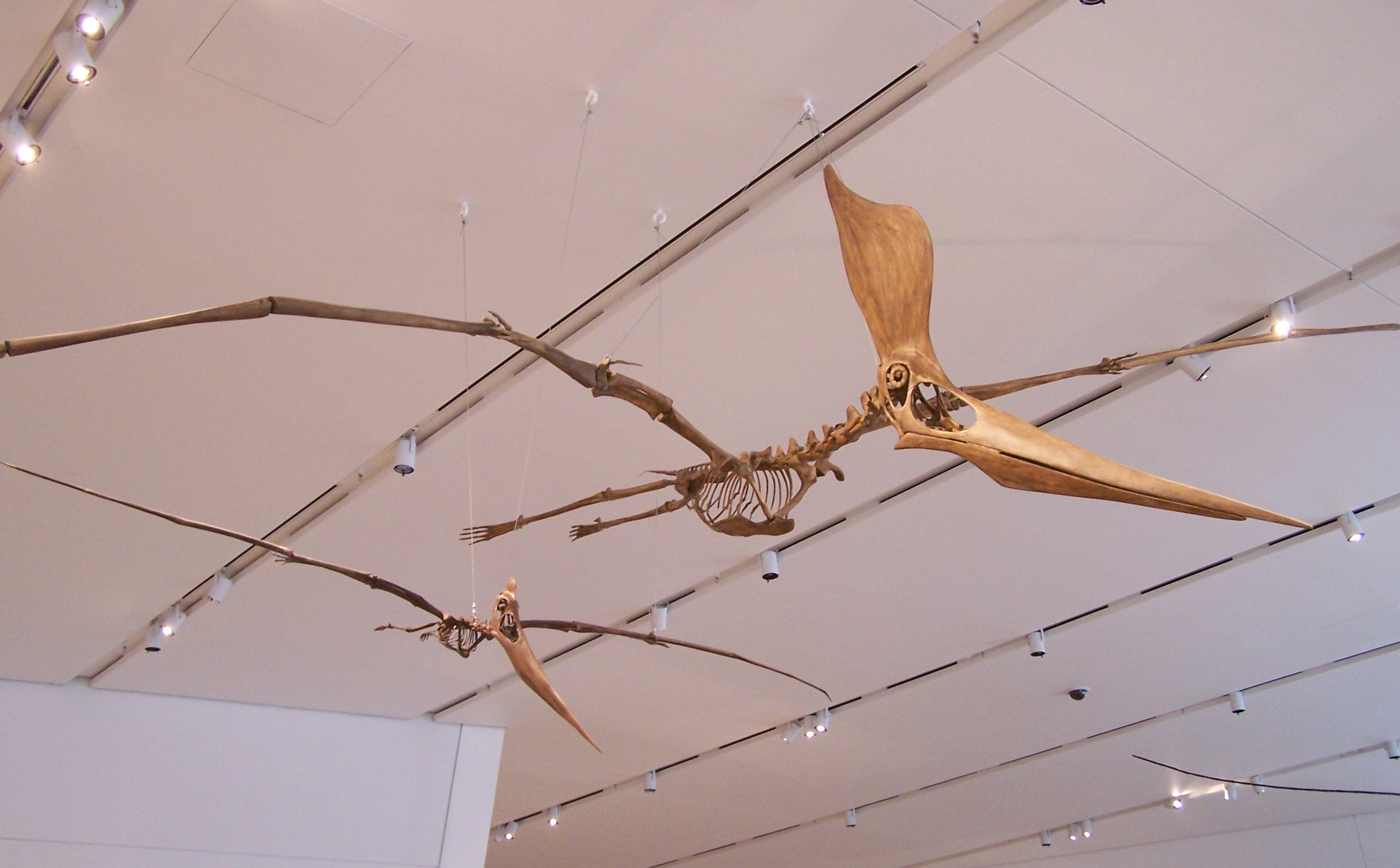
수컷 게오스턴버기아(앞쪽)와 암컷 게오스턴버기아(뒤쪽)의 화석을 전시한 모습

게오스턴버기아의 대부분의 화석 표본들은 부서진 채로 발견되었지만, 화석들로 주요 특징들을 설명할 수 있을 만큼의 충분한 화석은 존재한다. 게오스턴버기아의 성체의 날개 길이는 3 ~ 6 미터 (9.8 ~ 19.7 ft) 사이이고, 아직 턱뼈를 포함한 성체 수컷의 완전한 형태의 두개골은 발견되지 않았지만, 아래턱의 길이는 1.25 미터 (4.1 ft)로 추정된다. 현대의 조류와 유사하게 턱 밑부분에서 튀어나온 단단하고 뼈가 있는 여백으로 이루어진 이빨이 없는 부리를 가지고 있었으며, 부리의 구조는 길고 가늘며 끝이 뾰족하다. 또한, 상악도 하악보다 길고 위쪽으로 휘어져 있는 것으로 확인되었다.

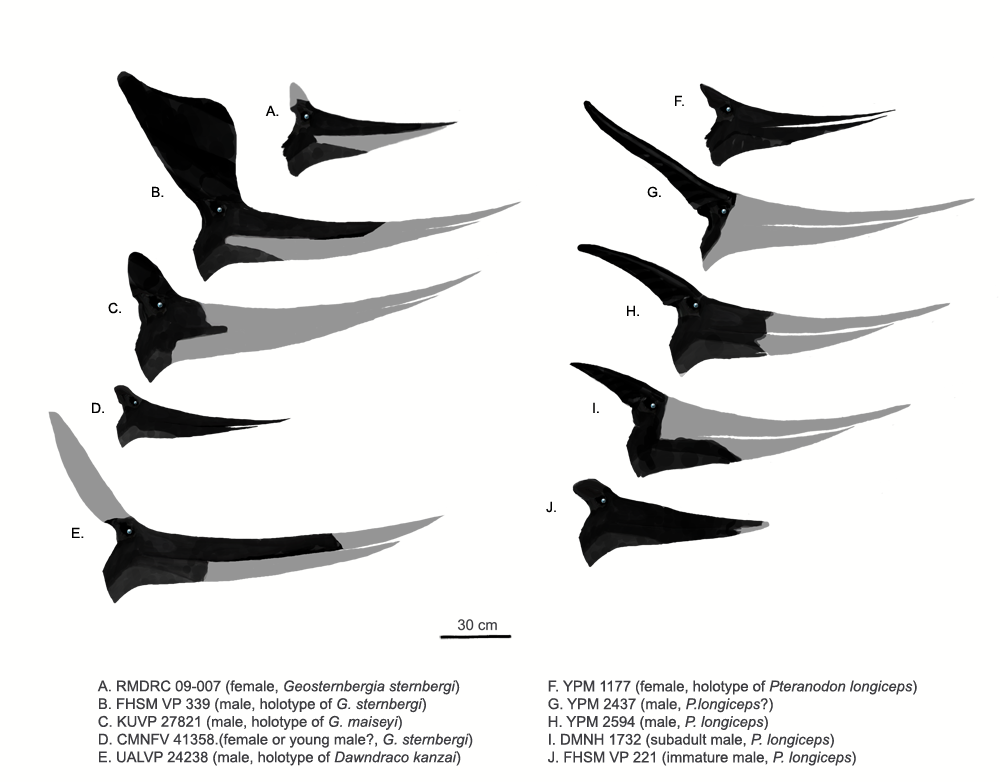
성별과 연령에 따른 두개골의 변화

성인 게오스턴버기아의 화석 표본은 소형과 대형의 두 가지 크기 등급으로 나눌 수 있으며, 대형 크기 등급은 소형 등급보다 약 1.5배 더 크다. 미성숙 수컷은 종종 성체 암컷과 비슷한 작은 볏을 가지고 있었는데, 이를 통해 게오스턴버기아 큰 볏은 수컷이 성체에 도달한 후에만 발달한 것으로 보인다. 암컷이 수컷보다 2:1로 수가 더 많은 것으로 봤을 때, 바다사자 및 기타 기각류와 같이 소수의 수컷이 다수의 암컷을 거느리기 위해 수컷끼리 경쟁하는 일부다처제였을 것이라고 추정된다. 현대의 기각류와 유사하게 게오스턴버기아는 바위가 많은 곳에서 영토를 차지하기 위해 경쟁했을 수 있으며, 볏이 가장 큰 수컷이 가장 많은 영토를 차지하고 암컷들을 가장 많이 거느리게 되었을 것이라 추정한다.